# Вежа полів
Вежа полів — послідовність з розширень для деякого поля {\displaystyle K}: {\displaystyle K\subset K_{1}\subset \dots \subset K_{i}\subset \dots }. Може бути нескінченною.
Назва походить від вертикального запису
{\displaystyle {\begin{array}{c}\vdots \\|\\K_{i}\\|\\\vdots \\|\\K_{1}\\|\\K\end{array}}}
Наприклад, {\displaystyle \mathbb {Q} \subset \mathbb {R} \subset \mathbb {C} } — скінченна вежа розширення раціональних чисел, що послідовно включає поля дійсних і комплексних чисел.
Нормальна вежа полів — послідовність нормальних розширень.
Сепарабельна вежа полів — послідовність сепарабельних розширень.
Абелева вежа полів — послідовність абелевих розширень.
Класична задача розв'язності в радикалах многочленів, формулюється в теорії Галуа з використанням вежі полів.